# Orthotrichia agtuuganonica
Orthotrichia agtuuganonica is een schietmot uit de
familie Hydroptilidae. De soort komt voor in het Oriëntaals gebied.